# Peperomia megalopoda
Peperomia megalopoda är en pepparväxtart som beskrevs av William Trelease. Peperomia megalopoda ingår i släktet peperomior, och familjen pepparväxter. Inga underarter finns listade i Catalogue of Life.